# Burg Laudon
Die Burg Laudon (lettisch Ļaudonas viduslaiku pils) ist eine abgegangene Bischofsburg des Erzbistums Riga, errichtet im livländischen Dorf Ļaudona im lettischen Bezirk Madona.

## Geschichte
Das genaue Errichtungsjahr ist nicht bekannt, jedoch existieren mehrere unbelegte Jahreszahlen. Heinrich von Hagemeister nennt 1271 als das Jahr, in welchem Erzbischof Johannes I. von Lune an der Mündung der Swehta (Svētupe) in die Ewst (Aiviekste) eine Steinburg errichten ließ, erstmals urkundlich erwähnt wird die Burg jedoch erst 1432. In Laudon hielten sich gelegentlich die Erzbischöfe von Riga auf. 
Die Burg wurde 1484 vom Livländischen Orden bedrängt und gelangte 1562 mit dem Fall der Livländischen Konföderation in polnisch-litauische Hände. 
1575 gelangte die Burg Laudon in den Besitz der Familie Tiesenhausen, bevor sie 1577 von russischen Truppen erobert und zerstört und nicht wieder aufgebaut wurde.
Im 18. Jahrhundert entstanden mehrere Herrenhäuser auf dem Burggelände.

## Beschreibung
Die Burg Laudon wurde auf einer durch eine Flussschleife der Swehta gebildeten Halbinsel (ca. 160 × 120 m) errichtet. Der darauf befindliche Burghügel war etwa 2 m hoch und besaß eine Fläche von etwa 90 × 70 m. Über den Aufbau und das Aussehen der Burg ist nichts bekannt, jedoch kann mit Blick auf andere Burgen in der Umgebung angenommen werden, dass es sich hierbei ebenfalls um ein Lagerkastell zum Schutz von Waren und Gütern handelte. Da Laudon allerdings auch einen der wenigen Übergangspunkte im Unterlauf des Flusses Ewst besaß, ist es wahrscheinlich, dass die Burg außerdem dessen Bewachung und Schutz diente. 
Von der Burg sind heute keine sichtbaren Überreste mehr vorhanden.